# Stacey Milbern
Stacey Park Milbern (Seúl, 19 de mayo de 1987-Stanford,19 de mayo de 2020) fue una activista estadounidense que trabajó por la defensa de los derechos de las personas con discapacidad. Ayudó a crear el  movimiento de justicia para discapacitados y abogó por un trato justo para las personas con discapacidades.

## Biografía
Milbern nació en Seúl el 19 de mayo de 1987 con una distrofia muscular. Creció en Carolina del Norte en una familia militar con un padre blanco que trabaja en el Ejército de los Estados Unidos y una madre coreana. Su familia actuó como su cuidadora a lo largo de los años. Más tarde, se identificaría como queer y supo que se tendría que marchar de su casa familiar conservadora. Milbern se graduó en la Universidad Metodista en 2009 y se trasladó al Área de la Bahía de San Francisco cuando tenía 24 años. Obtuvo una maestría en el Mills College en 2015.
En 2005, Milbern ayudó a establecer el movimiento de justicia por la discapacidad. Abogó por una atención médica justa para las personas con discapacidades. Milbern también aconsejó a la administración Obama durante dos años.
Milbern murió en un hospital de Stanford en su 33 cumpleaños por complicaciones quirúrgicas.